# Río Armançon
El río Armançon  es un río de Francia, afluente del río Yonne por la derecha. La mayor parte de su recorrido transcurre dentro de la región de Borgoña.
Ocho comunas llevan el nombre del río en sus nombres: Aisy-sur-Armançon, Argenteuil-sur-Armançon, Brienon-sur-Armançon, Chailly-sur-Armançon, Montigny-sur-Armançon, Pacy-sur-Armançon, Perrigny-sur-Armançon and Saint-Martin-sur-Armançon.
Antiguamente fue navegable desde Brienon-sur-Armançon hasta la desembocadura, si bien dejó de serlo en el siglo XVII. Se continuó usando para el transporte por flotación, actividad que se abandonó ante la competencia del ferrocarril.

## Geografía
El río Armançon tiene una longitud de 202,1 km y una cuenca que se extiende por 3077 km².
Su caudal anual promedio es de 28,90 m³/segundo en la comuna de Brienon-sur-Armançon, departamento de Yonne.

### Curso
El Armançon nace en la comarca del Auxois, a unos 2 km al noroeste del poblado de Meilly-sur-Rouvres, departamento de Côte d'Or, a 420 m sobre el nivel del mar.
El Armançon fluye, en general, hacia el noroeste y pasa por las siguientes regiones, departamentos y comunas:
- Región de Borgoña
  - Côte-d'Or: Meilly-sur-Rouvres, Chailly-sur-Armançon, Bellenot-sous-Pouilly, Éguilly, Gissey-le-Vieil, Beurizot, Saint-Thibault, Normier, Clamerey, Marcigny-sous-Thil, Brianny, Montigny-sur-Armançon, Flée, Pont-et-Massène, Semur-en-Auxois, Millery, Genay, Villaines-les-Prévôtes, Viserny, Athie, Senailly, Saint-Germain-lès-Senailly, Quincy-le-Vicomte, Quincerot, Saint-Rémy, Buffon, Rougemont,
  - Yonne: Aisy-sur-Armançon, Perrigny-sur-Armançon, Cry, Nuits, Ravières, Fulvy, Chassignelles, Ancy-le-Franc, Argenteuil-sur-Armançon, Pacy-sur-Armançon, Vireaux, Lézinnes, Ancy-le-Libre, Argentenay, Tanlay, Saint-Martin-sur-Armançon, Tonnerre, Junay, Vézinnes, Dannemoine, Cheney, Tronchoy, Roffey, Bernouil, Flogny-la-Chapelle, Villiers-Vineux, Percey, Jaulges, Butteaux, Germigny, Chéu, Saint-Florentin, Vergigny, Mont-Saint-Sulpice, Brienon-sur-Armançon, Ormoy, Esnon, Cheny, Migennes, Charmoy
- Región de Champaña-Ardenas
  - Aube: Marolles-sous-Lignières

## Principales afluentes
Los principales afluentes, con una longitud mayor de 30 km, del río Armançon son (solamente los afluentes por el lado derecho ya que los del lado izquierdo son muy cortos):
- Brenne - 71.7 km;[4]
- Armance - 47.7 km;[5]

## Galería

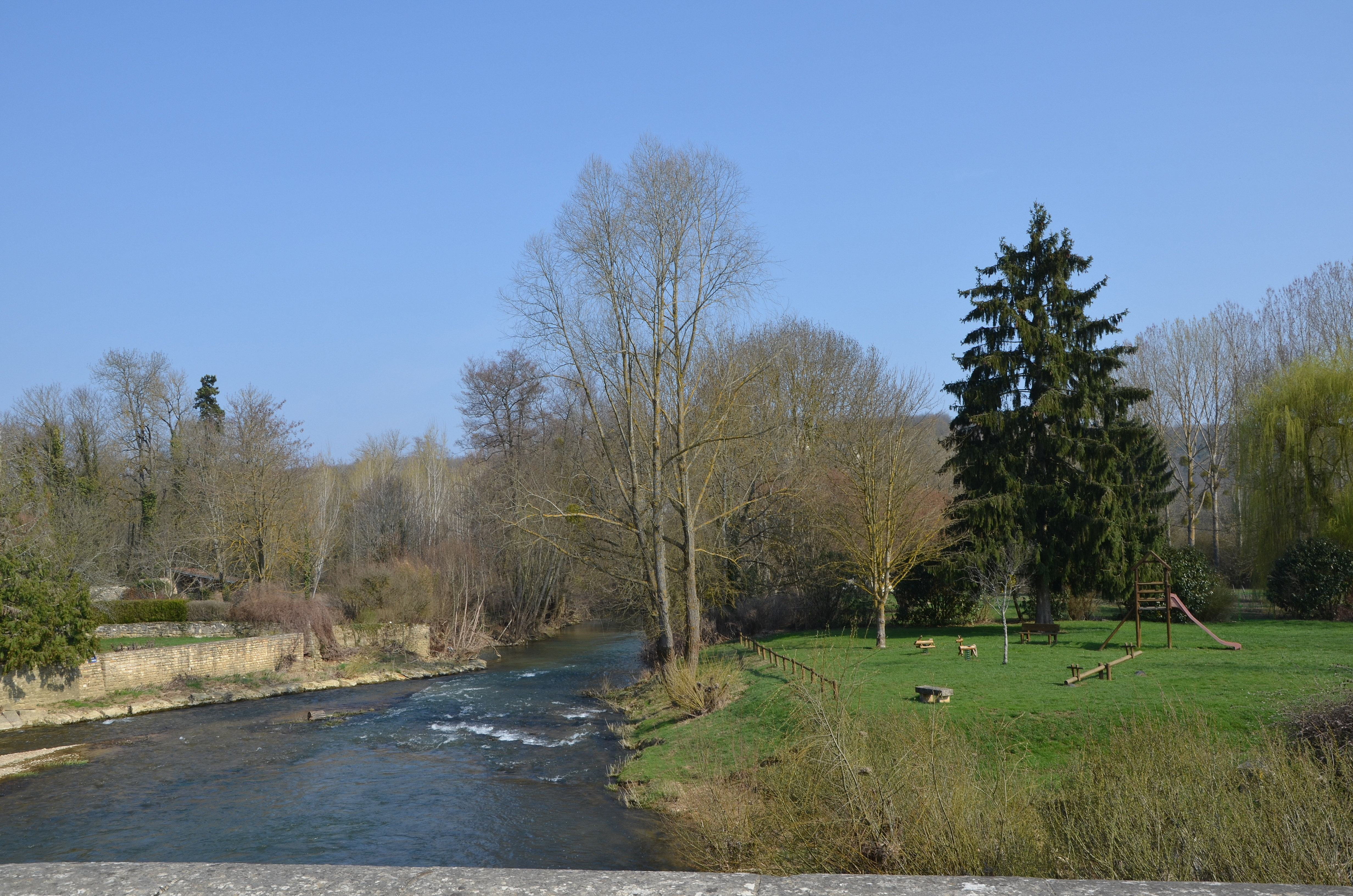
El río Armançon en Cry.
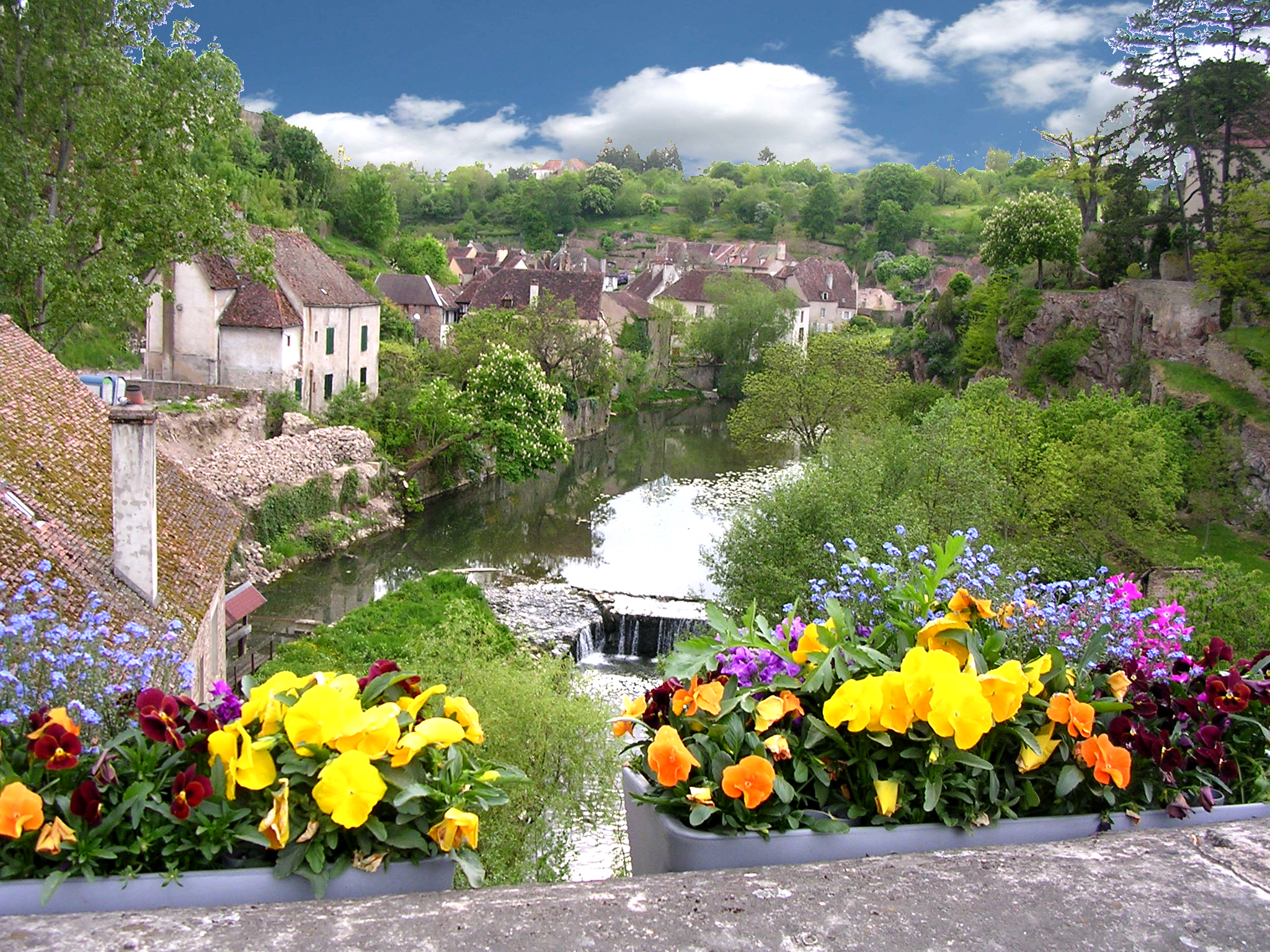
El Armançon desde el puente Joly, Semur-en-Auxois.
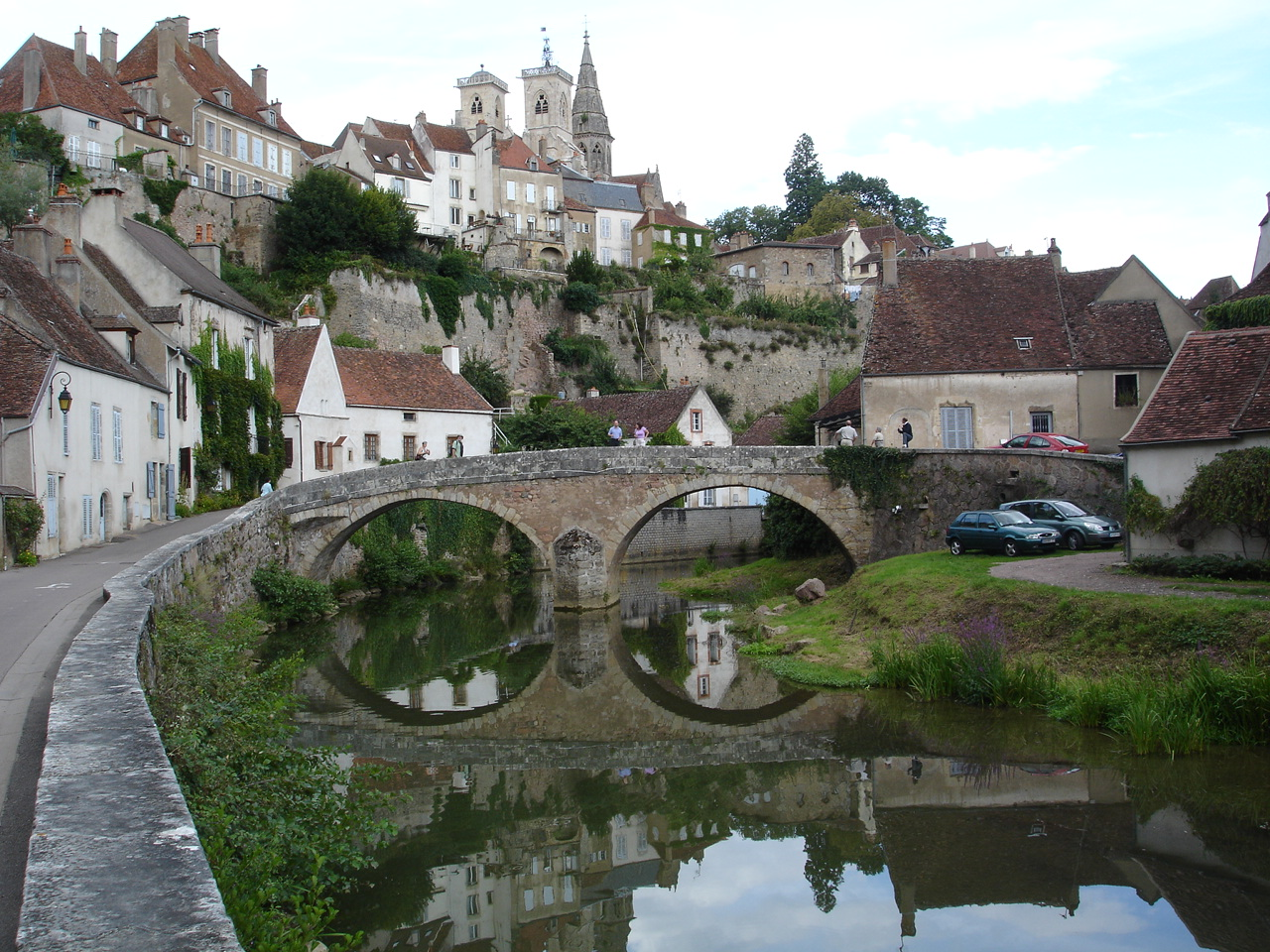
El puente Pinard sobre el Armançon, Semur-en-Auxois.
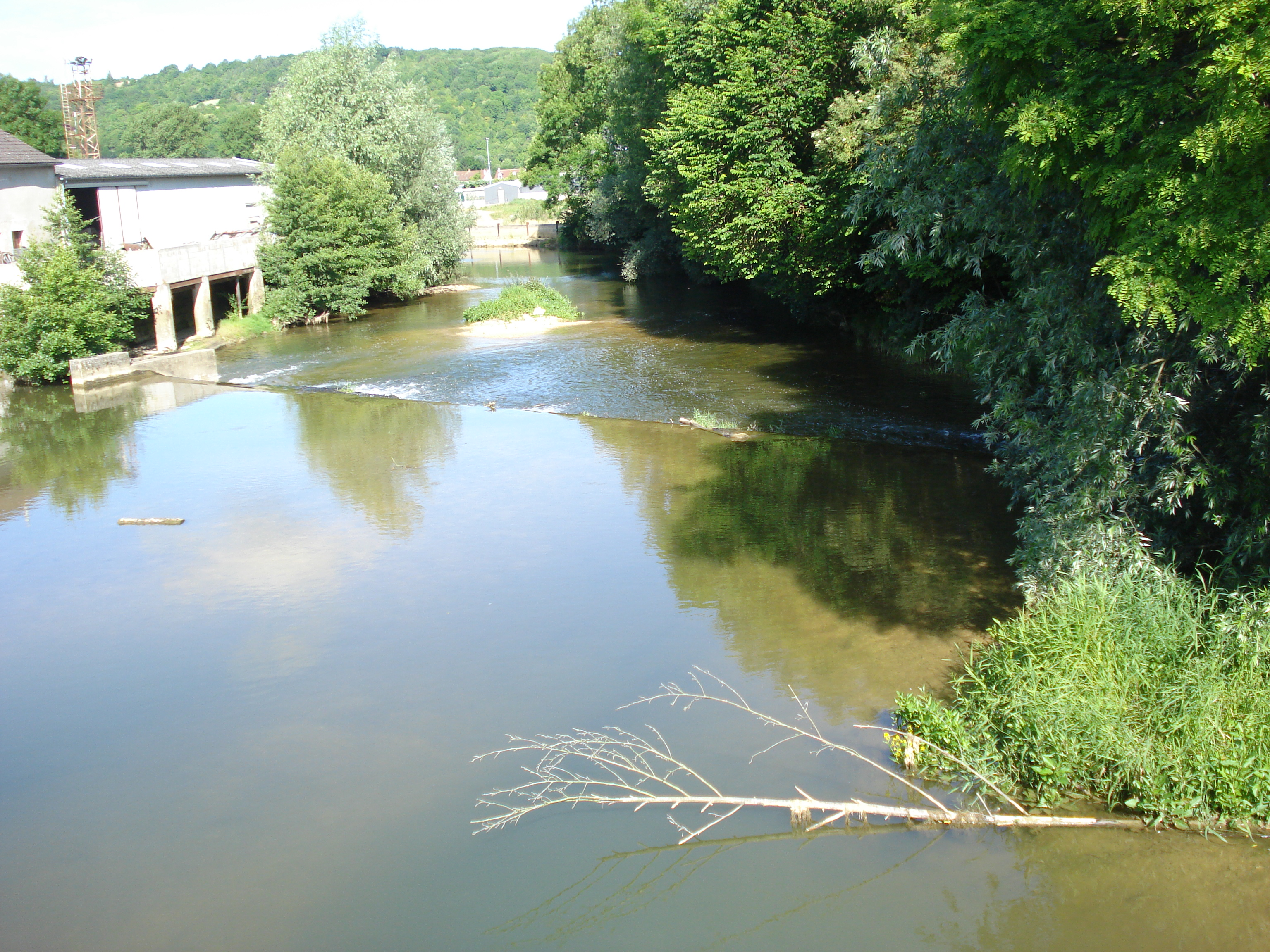
El río Armançon en Tonnerre.